# Бушуев, Виталий Васильевич
Виталий Васильевич Бушуев (род. 22 ноября 1939 года, Соликамск, Пермская область, РСФСР, СССР) — советский и российский учёный-энергетик, лауреат премии имени Г. М. Кржижановского (2020).

## Биография
Родился 22 ноября 1939 года в городе Соликамске Пермской области.
В 1961 году окончил Куйбышевский индустриальный институт.
С 1961 по 1989 годы работал в Сибирском научно-исследовательском институте энергетики (Новосибирск), где прошел путь от должности младшего научного сотрудника до поста директора.
В 1982 году защитил докторскую диссертацию.
В 1983 году присвоено учёное звание профессора.
С 1989 по 1991 годы — народный депутат СССР, председатель подкомитета по энергетике в Верховном Совете СССР.
С 1992 по 1998 год — председатель Комитета по энергосбережению, заместителем министра в Министерстве топлива и энергетики России.
С 1992 по 1993 годы — работал исполняющим обязанности председателя Комитета нетрадиционных видов энергии и энергоресурсосбережения.
С 1993 по 1995 годы — заместитель министра топлива и энергетики Российской Федерации; президент Сибирской ассоциации энергетиков; являлся членом Межведомственной координационной комиссии по научно-технической политике.
С 1998 года по настоящее время — руководитель рабочей группы по формированию «Энергетической стратегии России — 2020» и «Энергетической стратегии России — 2030» в Институте энергетической стратегии, генеральный директор института.

## Научная и общественная деятельность
Автор более 200 публикаций, в том числе 18 монографий, по общим вопросам энергетической системологии, методологии устойчивого развития и энергоэффективности, энергетической политики и прогнозирования будущего мировой энергетики.
Действительный член Российской инженерной академии и Российской академии естественных наук.

## Награды
- Орден «Знак Почёта»[3]
- Премия Правительства Российской Федерации в области науки и техники (в составе группы, за 2011 год) — за разработку методологии и стратегии региональных энергетических программ и их внедрение на территории Российской Федерации[6]
- Премия имени Г. М. Кржижановского (совместно с В. М. Батениным, Н. И. Воропаем, за 2020 год) — за книгу «Инновационная электроэнергетика — 21»
- Почётный энергетик СССР
- медали СССР